# Lajos Tüköry
Lajos Tüköry (Tüköry « Louis » Lajos, en hongrois on écrit toujours en premier le nom de famille suivi du prénom, né à Körösladány le 9 septembre 1830, mort à Palerme le 6 juin 1860) est un militaire hongrois. Il est connu en Italie pour sa participation à l'expédition des Mille au cours de laquelle il trouve la mort.

## Biographie
Le père de Lajos Tüköry était administrateur d'un élevage de chevaux des Wenckheim à Fáspuszta, au cours de cette période, István Széchenyi  soutenait le développement de l'élevage de chevaux. Le 25 octobre 1829, son père épouse Domanek Terézia. La rue dans laquelle ils habitaient, au numéro 11, porte aujourd'hui le nom de Tüköry Lajos, à Körösladány. Le 20 mars 1839, son père meurt et se mère se remarie avec Schambach Károly.
En 1848-49 des évènements insurrectionnels font leur apparition et une armée d'un millier d’homme se crée. Lajos devient lieutenant à 18 ans et il intègre le troisième bataillon des Honvéd (la milice nationale). Il se distingue dans les batailles en  Transylvanie. Il est nommé capitaine puis, par la suite, il intègre le bataillon turc qui, avec 250 volontaires, participe à la guerre de Crimée, progressant dans la hiérarchie militaire. Au cours de cette guerre, il se distingue lors du siège de Kars sous les ordres du général György Kmety (Ismail Pasha).
Au cours de la deuxième guerre d'indépendance italienne en 1859, Kossuth juge opportun d'envoyer une légion hongroise en Italie pour contrer l'Autriche, elle est estimée à 3 000 hommes. Tüköry rejoint le contingent, mais la légion en nette diminution, n'est opérationnelle que l'année suivante sous le commandement de Garibaldi.
Il s'enrôle dans les troupes de Garibaldi au cours de l'expédition des Mille en Sicile, et commande l'avant-garde qui attaque Palerme le 27 mai 1860. Tüköry est le premier à franchir les barricades ennemies, mais il est arrêté devant la Porta Termini par un tir qui l'atteint au genou. On l'ampute de la jambe mais la plaie s'infecte et la gangrène l'emporte. Il meurt le 6 juin à Palerme, via Bosco, 49 (près de la Via Maqueda) . Garibaldi prononce son oraison funèbre, le qualifiant de « combattant pour la liberté de l'Italie » .
En son honneur, la corvette des forces bourboniennes Veloce, tombée aux mains des Piémontais peu de jours après sa mort (le capitaine Amilcare Anguissola le consigne à l'amiral Persano le 10 juillet 1860), est rebaptisée Tüköry.
À Palerme, une caserne de l'armée italienne porte son nom ainsi qu'une des principales artères de la ville. Dans sa ville natale, un buste trône face au château de Béla Wenckheim.
Une rue de Budapest porte également son nom

## Sources
- (it) Cet article est partiellement ou en totalité issu de l’article de Wikipédia en italien intitulé « Lajos Tüköry » (voir la liste des auteurs).